# Xã Delhi, Quận Osborne, Kansas
Xã Delhi (tiếng Anh: Delhi Township) là một xã thuộc quận Osborne, tiểu bang Kansas, Hoa Kỳ. Năm 2010, dân số của xã này là 31 người.